# 남양주 불암사 석가삼존십육나한도
남양주 불암사 석가삼존십육나한도(南陽州 佛巖寺 釋迦三尊十六羅漢圖)는 대한민국 경기도 남양주시, 불암사에 있는 나한도이다. 2018년 4월 30일 문화재 지정 예고를 거쳐, 2018년 9월 10일 경기도의 유형문화재 제345호로 지정되었다.

## 지정 사유
하나의 화면에 구획을 만들어 십육나한을 모두 그려 넣은 구성된 작품은 불암사 <석가삼존십육나한도>만의 도상적 특징임이다. 조선후기 불화의 시대적 양식을 적극적으로 반영한 구성을 보이고 또한 화승들 간의 도상 공유현상 등을 살필 수 있다는 점 등 학술적 가치를 볼 때 지정 가치가 충분하다.

## 같이 보기
- 불암사

## 참고 문헌
- 남양주 불암사 석가삼존십육나한도 - 국가유산청 국가유산포털